# Список творів Ернеста Гемінґвей
Перелік літературних творів  Ернеста Хемінгуея.

## Твори Ернеста Хемінгуея
| - (1926) Весняні води (англ. The Torrents of Spring) - (1926) І сонце сходить (англ. The Sun Also Rises) - (1929) Прощавай, зброє! (англ. A Farewell to Arms) - (1937) Маєш і не маєш (англ. To Have and Have Not) - (1940) По кому подзвін (англ. For Whom the Bell Tolls) - (1950) За річкою, в затінку дерев (англ. Across the River and Into the Trees) - (1952) Старий і море (англ. The Old Man and the Sea) - (1970) Острови поміж течій (англ. Islands in the Stream) - (1986) Райський сад (англ. The Garden of Eden) - (1999) Світанкова правда (англ. True at First Light) - (1923) Три розповіді та десять поем (англ. Three Stories and Ten Poems) - (1925) У наш час (англ. In Our Time) - (1927) Чоловіки без жінок (англ. Men Without Women) - (1933) Переможцю не дістається нічого(англ. Winner Take Nothing) - (1938) П'ята колона і перші 49 розповідей (англ. The Fifth Column and the First Forty-Nine Stories) - (1961) Сніги Кіліманджаро (англ. The Snows of Kilimanjaro and Other Stories) - (1969) П'ята колона і 4 розповіді про Іспанську громадянську війну (англ. The Fifth Column and Four Stories of the Spanish Civil War) - (1972) Розповіді про Ніка Адамса (англ. The Nick Adams Stories) - (1979) 88 поем (англ. 88 Poems) - (1984) Короткі розповіді Ернеста Хемінгуея (англ. The Short Stories of Ernest Hemingway) - (1987) Повна збірка коротких розповідей Ернеста Хемінгуея (англ. The Complete Short Stories of Ernest Hemingway) - (1995) Бібліотека для всіх: Зібрання розповідей (англ. Everyman's Library: The Collected Stories) - (1999) Хемінгуей та письменницька діяльність (англ. Hemingway on Writing) - (2000) Хемінгуей та риболовля (англ. Hemingway on Fishing) - (2003) Хемінгуей та полювання (англ. Hemingway on Hunting) - (2003) Хемінгуей та війна (англ. Hemingway on War) - (2008) Хемінгуей та Париж (англ. Hemingway on Paris) | Роботи, що були відредаговані Хемінгуеєм, хоча він не є основним автором: - Чоловіки на війні: Найкращі військові розповіді (англ. Men at War: The Best War Stories of All Time) - (1932) Смерть після полудня (англ. Death in the Afternoon) - (1935) Зелені пагорби Африки (англ. Green Hills of Africa) - (1962) Хемінгуей, Шалені роки (англ. Hemingway, The Wild Years) - (1964) Свято, яке завжди з тобою (англ. A Moveable Feast) - (1967) Ернест Хемінгуей (англ. By-Line: Ernest Hemingway) - (1970) Ернест Хемінгуей: Кубинський репортер (англ. Ernest Hemingway: Cub Reporter) - (1985) Небезпечне літо (англ. The Dangerous Summer) - (1985) Хронологія: Торонто (англ. Dateline: Toronto) - (1992) Завершені поеми (англ. The Complete Poems) - (2005) У підніжжя Кіліманджаро (англ. Under Kilimanjaro) - (1981) Вибрані листи Ернеста Хемінгвея (англ. Ernest Hemingway Selected Letters 1917–1961) - (2011–) Кембриджське видання листів Ернеста Хемінгуея (англ. The Cambridge Edition of the Letters of Ernest Hemingway) - (2011) Листи Ернеста Хемінгуея: Том 1, 1907-1922 роки (англ. The Letters of Ernest Hemingway: Volume 1, 1907-1922)The Letters of Ernest Hemingway: Volume 1, 1907-1922 |

## Посмертні роботи
Літературні твори, що були опубліковані після смерті Хемінгуея.
- (1964) Свято, яке завжди з тобою (англ. A Moveable Feast)
- (1969) П'ята колона і 4 розповіді про Іспанську громадянську війну (англ. The Fifth Column and Four Stories of the Spanish Civil War)
- (1970) Острови в потоці (англ. Islands in the Stream)
- (1972) Розповіді про Ніка Адамса (англ. The Nick Adams Stories)
- (1985) Небезпечне літо (англ. The Dangerous Summer)
- (1986) Райський сад (англ. The Garden of Eden)
- (1987) Повна збірка коротких розповідей Ернеста Хемінгуея (англ. The Complete Short Stories Of Ernest Hemingway)
- (1999) Світанкова правда (англ. True at First Light)

## Сценарії
| Американські та британські фільми - (1932) Прощавай, зброє! (англ. A Farewell to Arms) (режисер Френк Борзейгі) - (1943) По кому подзвін (англ. For Whom the Bell Tolls) (режисер Сем Вуд) - (1944) Мати й не мати (англ. To Have and Have Not) (режисер Говард Гоукс) - (1946) Вбивці (англ. The Killers) (режисер Роберт Сіодмак) - (1947) Справа Макомбера (англ. The Macomber Affair) (режисер Золтан Корда) - (1950) Переломна точка (англ. The Breaking Point) (режисер Майкл Кертіс) - (1952) Сніги Кіліманджаро (англ. The Snows of Kilimanjaro) (режисер Генрі Кінг) - (1957) Прощавай, зброє! (англ. A Farewell to Arms) (режисер Чарльз Відор) - (1957) І сонце сходить (англ. The Sun Also Rises) (режисер Генрі Кінг) - (1958) Старий і море (англ. The Old Man and the Sea) (режисер Джон Стержес) - (1962) Пригоди молодого Хемінгуея (англ. Hemingway's Adventures of a Young Man) (режисер Мартін Рітт) - (1964) Вбивці (англ. The Killers) (режисер Дон Сігел) - (1965) По кому подзвін (англ. For Whom the Bell Tolls) (режисер Рекс Такер) - (1977) Острови в потоці (англ. Islands in the Stream) (режисер Франклін Шеффнер) - (1984) І сонце сходить (англ. The Sun Also Rises) - (1990) Старий і море (англ. The Old Man and the Sea) - (1996) Любов і війна (англ. In Love and War) (режисер Річард Аттенборо) - (2008) Райський сад (англ. The Garden of Eden) (режисер Джон Ірвін) | Телевізійні фільми - (1958) Розвідка на двох континентах (англ. Scouting on Two Continents) (режисер Фредерік Рассел Бернхем) (не завершений) - (1959) По кому подзвін (англ. For Whom the Bell Tolls) - (1959) Вбивці (англ. The Killers) (CBS Buick Electra Playhouse) - (1960) П'ята колона (англ. The Fifth Column) - (1960) Сніги Кіліманджаро (англ. The Snows of Kilimanjaro) - (1960) Гравець, черниця і радіо (англ. The Gambler, the Nun, and the Radio) - (1960) Після шторму (англ. After the Storm) (не завершений) Інші фільми - (1956) Вбивці (рос. Убийцы) (режисер Андрій Тарковський) - (1999) Старий і море (рос. Старик и море) (режисер Александр Петров) |